# バーミンガム美術館
バーミンガム美術館（Birmingham Museum & Art Gallery、通称BM&AG）は、イングランドの都市バーミンガムにある美術館。

## 概要
絵画だけでなく陶磁器、宝石、考古学や民族学上の重要な品物も所蔵している。また、ラファエル前派のコレクションが充実しており、特にエドワード・バーン＝ジョーンズのコレクションはどの美術館よりも充実している。

## コレクション

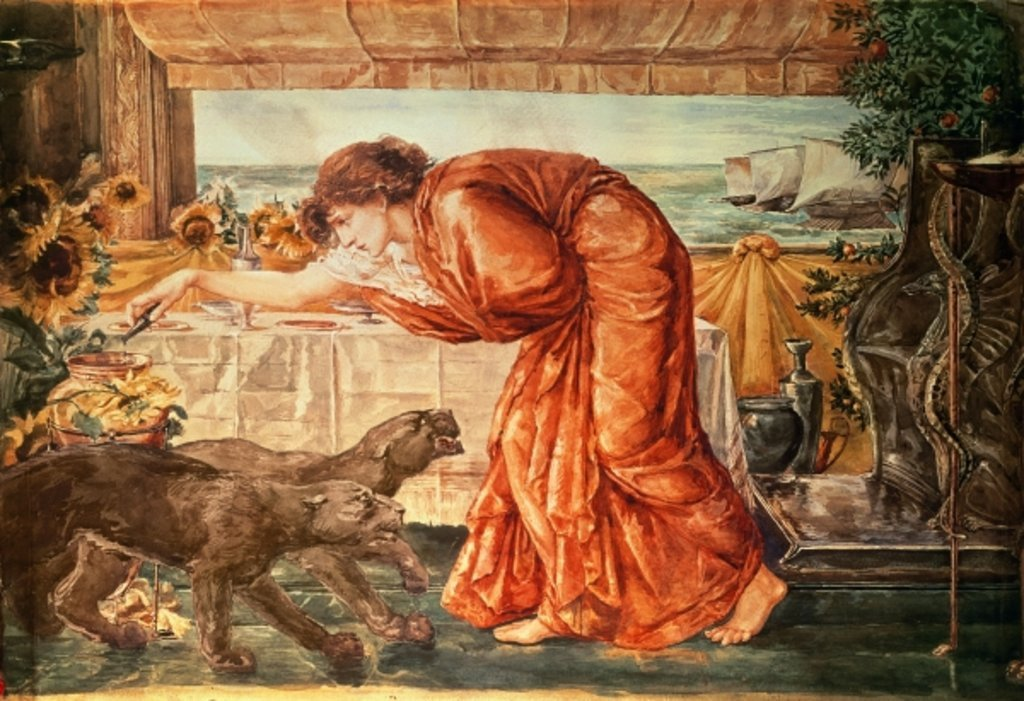
エドワード・バーン＝ジョーンズ、『水差しに毒を注ぎ、ユリシーズの到着を待つキルケ』
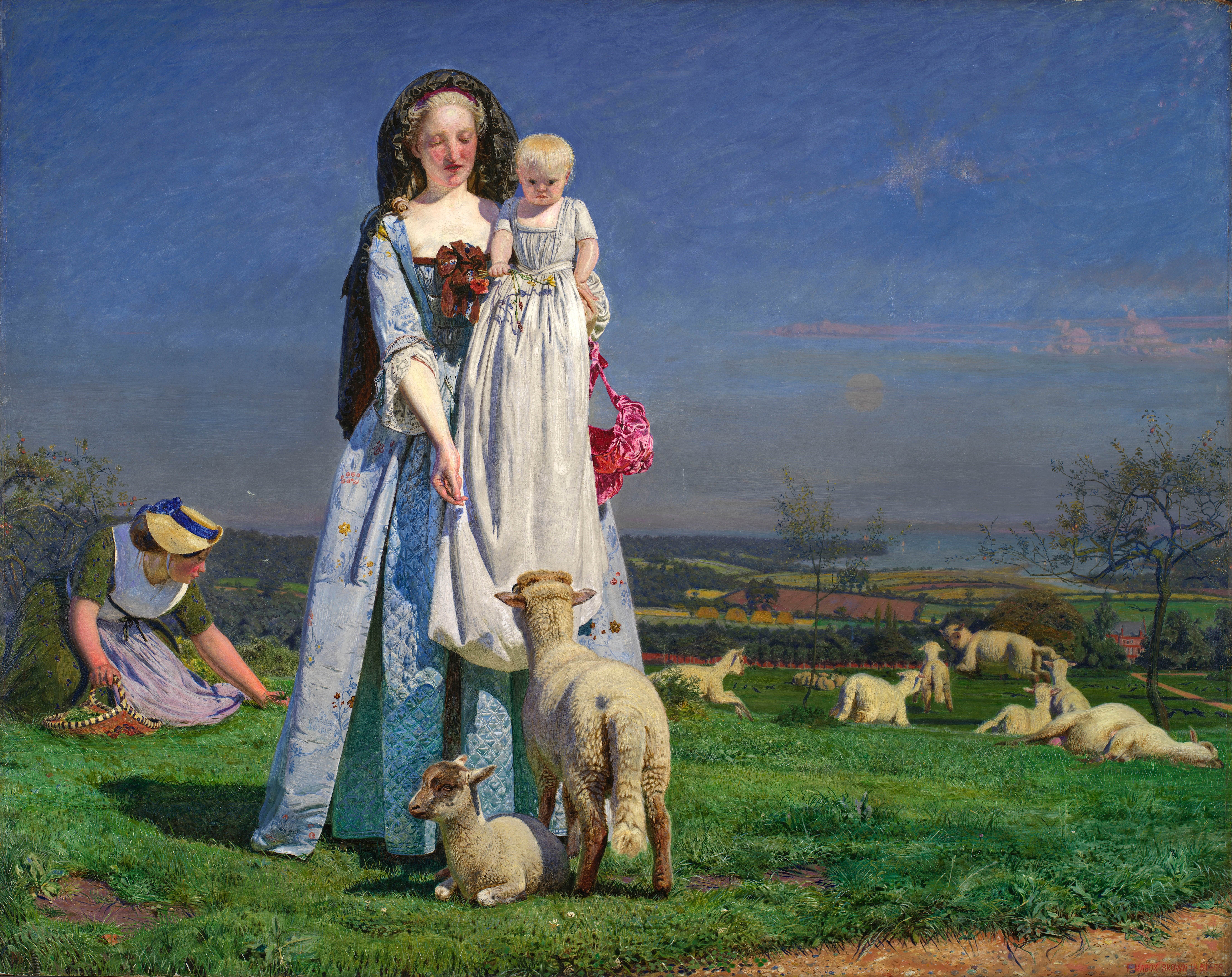
フォード・マドックス・ブラウン『可愛い羊たち』（1851/1859年）
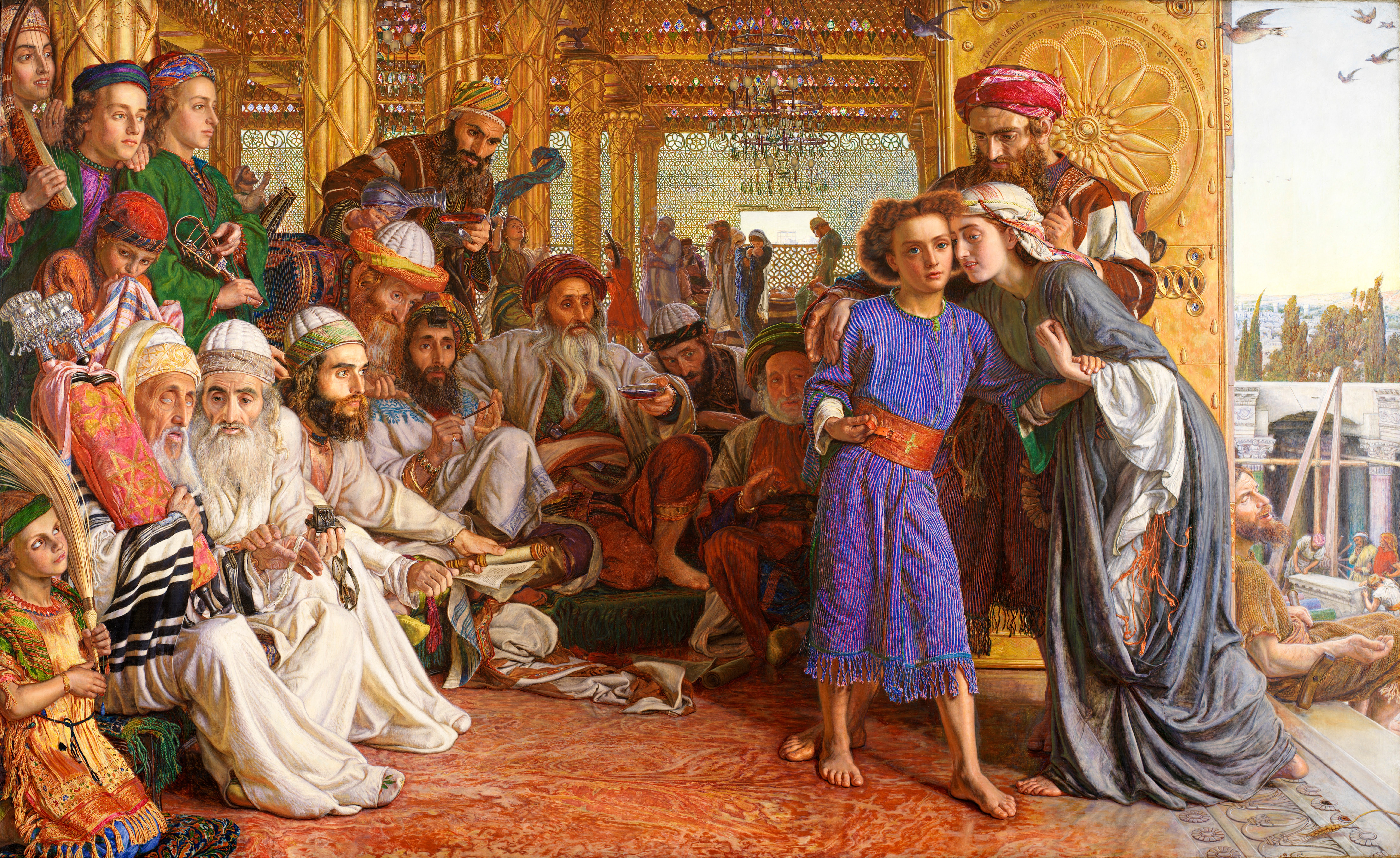
ウィリアム・ホルマン・ハント『神殿での救世主の発見』（1854/1855年）
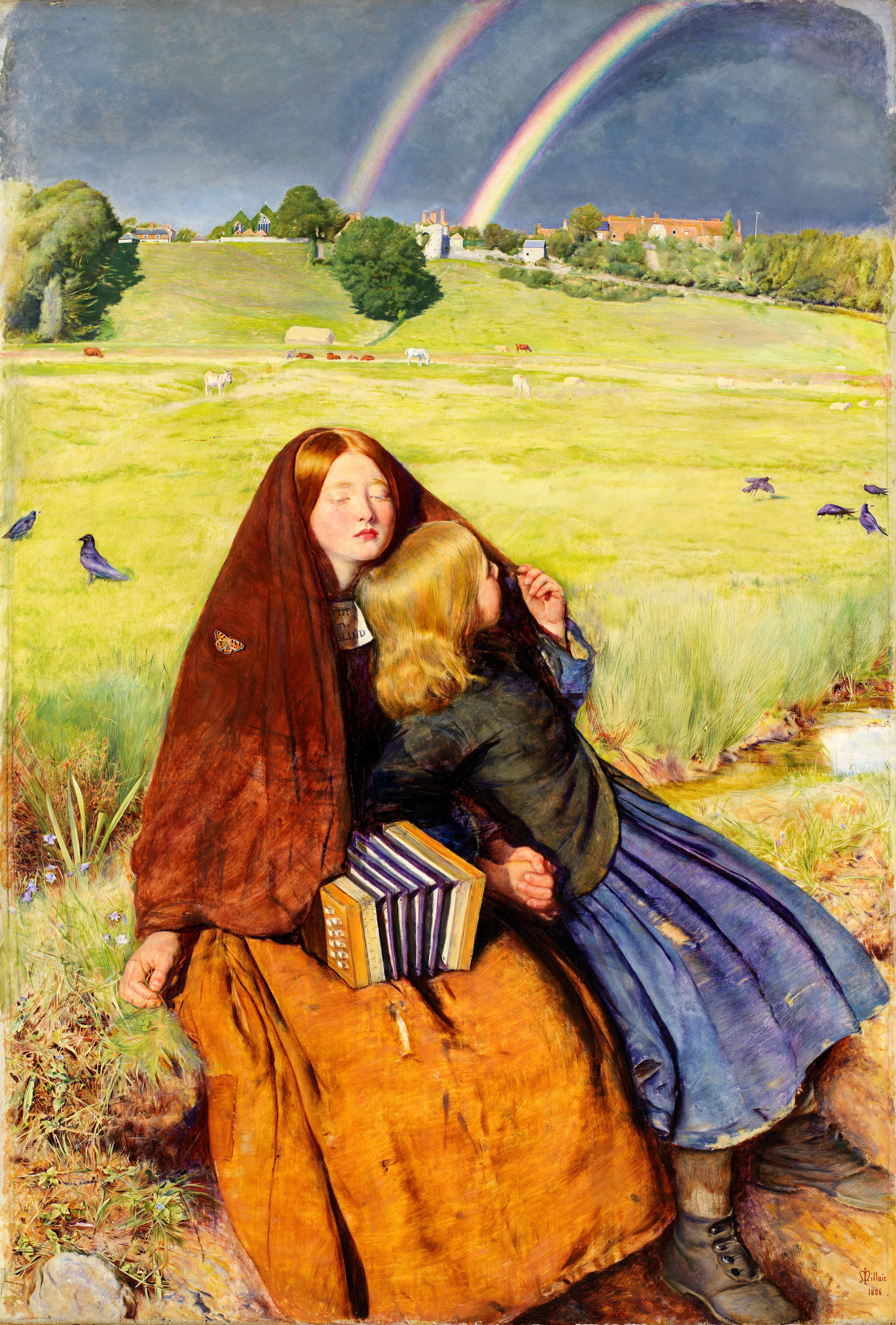
ジョン・エヴァレット・ミレー『盲目の少女』（1856年）
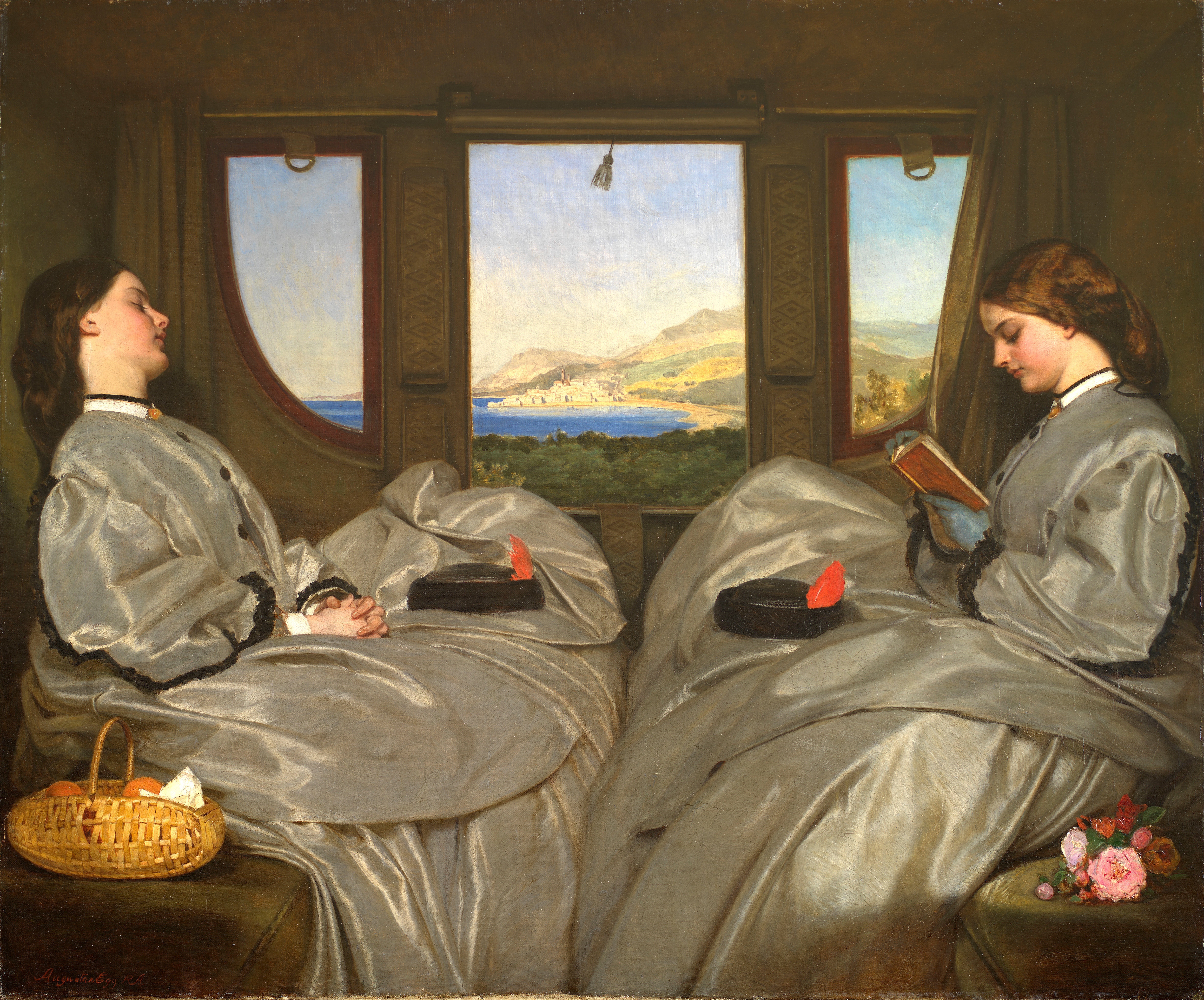
オーガスタス・エッグ『旅の道連れ（英語版）』（1862年）
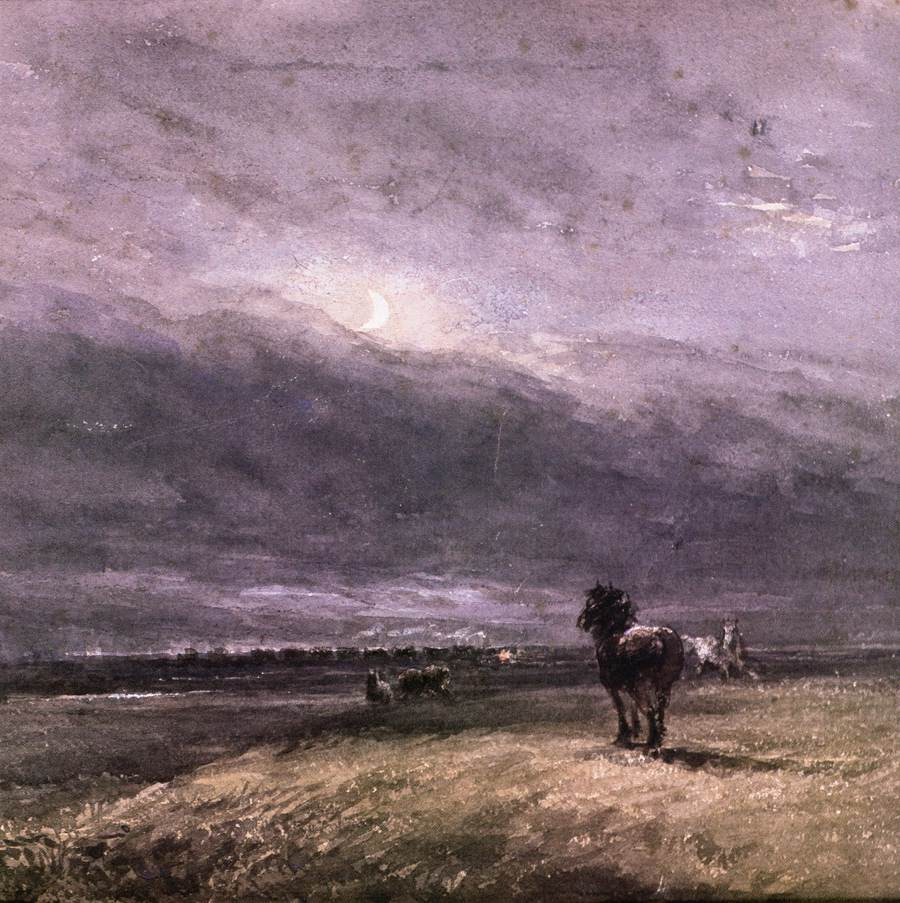
デーヴィッド・コックス 『夜汽車』
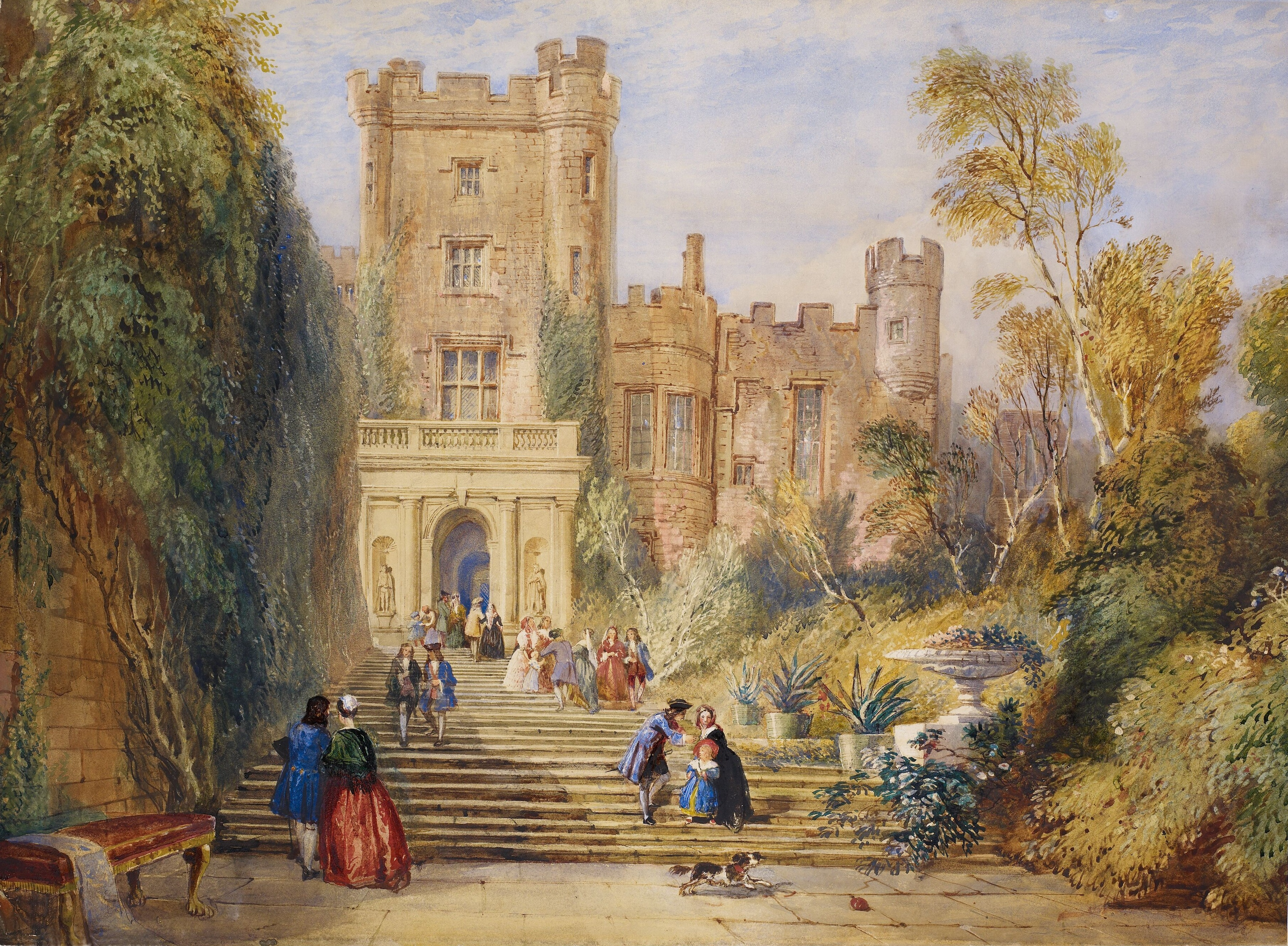
デーヴィッド・コックス Jr. 『ポウイス城』
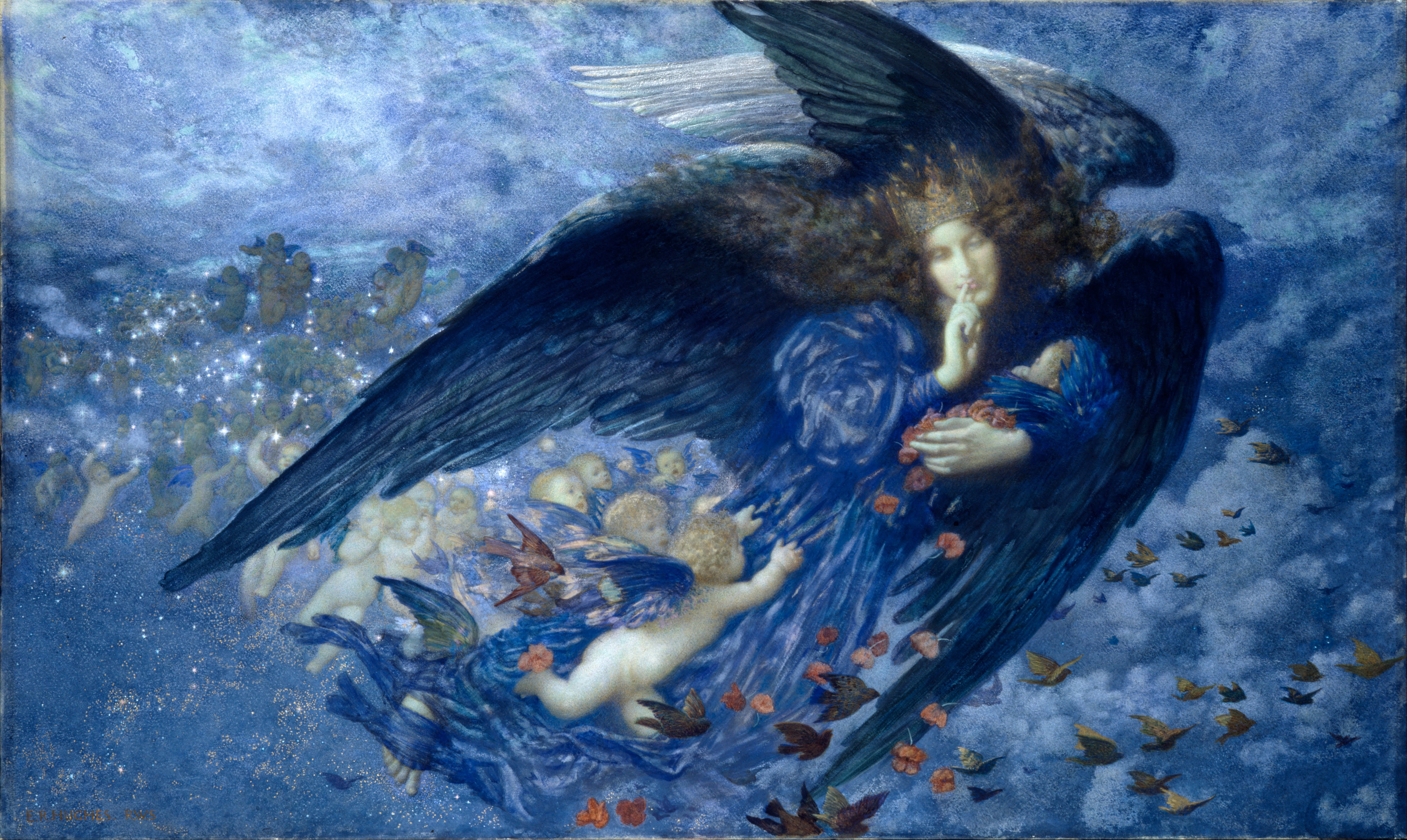
エドワード・ロバート・ヒューズ 『Night with her Train of Stars』